# 嘴头乡
嘴头乡，原作咀头乡，是中华人民共和国甘肃省天水市武山县下辖的一个乡镇级行政单位。

## 行政区划
咀头乡下辖以下地区：
咀头村、张沟村、吴庄村、王山村、管山村、多家村、宋坡村、尹沟村、金银村、何去村、杜井村、新泉村、白尧村、库洞村、吴山村、白湾村、鸣鼓村、罗坡村、党口村、李尧村、元树村、彭坡村和管沟村。